# Auxois (région)
Pour les articles homonymes, voir Auxois.
L'Auxois ([okswa]   ou plus rarement [oswa]) est une région naturelle de France située dans le département de la Côte-d'Or sur environ 2 500 km2.

## Géographie physique

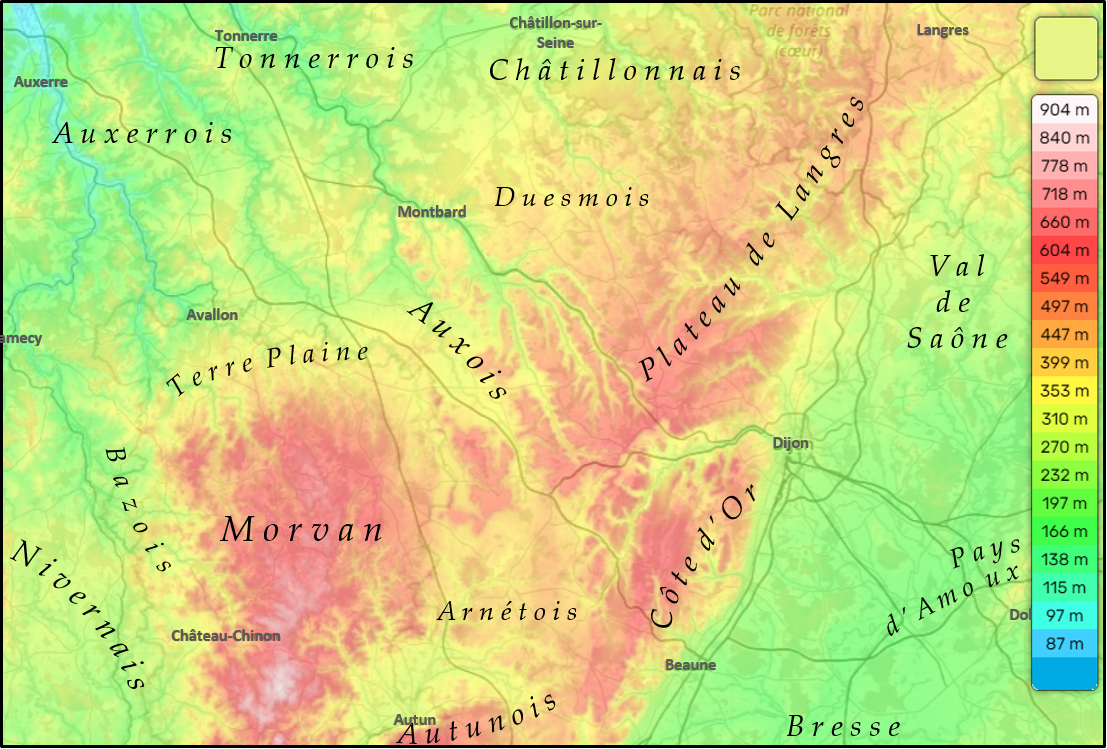
Carte topographique de la région dans laquelle la dépression de l'Auxois se situe.

Géologiquement, l'Auxois repose sur une partie d'un plateau calcaire formé au jurassique, et incliné du seuil de Bourgogne (ou côte d'Or) au sud vers la région parisienne au nord, et correspondant à un fossé, ou graben, entre le Morvan et les plateaux de Langres-Châtillonnais.
En hydrologie, c'est un bassin versant dont les eaux se rejoignent dans l'arrondissement de Montbard avant d'aller rejoindre la Seine, et qui touche ou inclut la ligne de partage des eaux entre Loire, Rhône et Seine.
L'Auxois peut se diviser en plusieurs ensembles : au nord, la Terre-Plaine correspondant aux contreforts du Morvan ; à l'ouest, le Bas-Auxois (du Serein à la Brenne, sur la partie haute de la vallée de l’Armançon) ; à l'est, le Haut-Auxois constituée de plateaux laniérés par des vallées parallèles (Brenne, Ozerain, Oze… convergeant vers la plaine des Laumes). Au sud, l’Arnétois prolonge l’Auxois jusqu'à l'Autunois.

## Histoire
L'ancien Auxois (en latin : pagus Alesiensis) était le pays d'Alésia, l'oppidum des Mandubiens, situé près de l'actuelle Alise-Sainte-Reine, célèbre pour la bataille décisive de la guerre des Gaules, bataille qui opposa, en 52 av. J.-C., l'armée romaine de Jules César à la coalition gauloise conduite par Vercingétorix, le chef des Arvernes. L'Auxois est par ailleurs toujours rarement dénommé "Mandubie".

### Le territoire des Mandubiens
L'autonomie des Mandubiens est généralement acceptée pour La Tène finale, mais est contestée pour le Haut-Empire romain. Quatre tendances s'affrontent : l'autonomie politique ; l'appartenance aux Lingons ; l'appartenance aux Éduens ; l'appartenance successive aux Lingons puis aux Éduens. En effet, au Haut-Empire, Alésia et sa région semblent dépendre d'une cité voisine, soit celle des Lingons, soit celles des Éduens. Selon la méthode régressive, leur attribution à la cité des Éduens paraît évidente puisqu'elles font partie du diocèse d'Autun au VIIe siècle. Mais, Alise et sa région formant alors une profonde enclave dans le diocèse de Langres, il est envisageable que le territoire mandubien ait d'abord fait partie de la cité des Lingons avant d'en être détaché au profit de celles des Éduens.

### Le comté d'Auxois
L'Auxois devint ensuite un pagus sous les Carolingiens puis un comté d'Auxois réuni au duché de Bourgogne en 1082. Ce comté était divisé en bailliage principal de Semur-en-Auxois et bailliages particuliers d'Avallon, d'Arnay-le-Duc et de Saulieu.

## Hydrographie

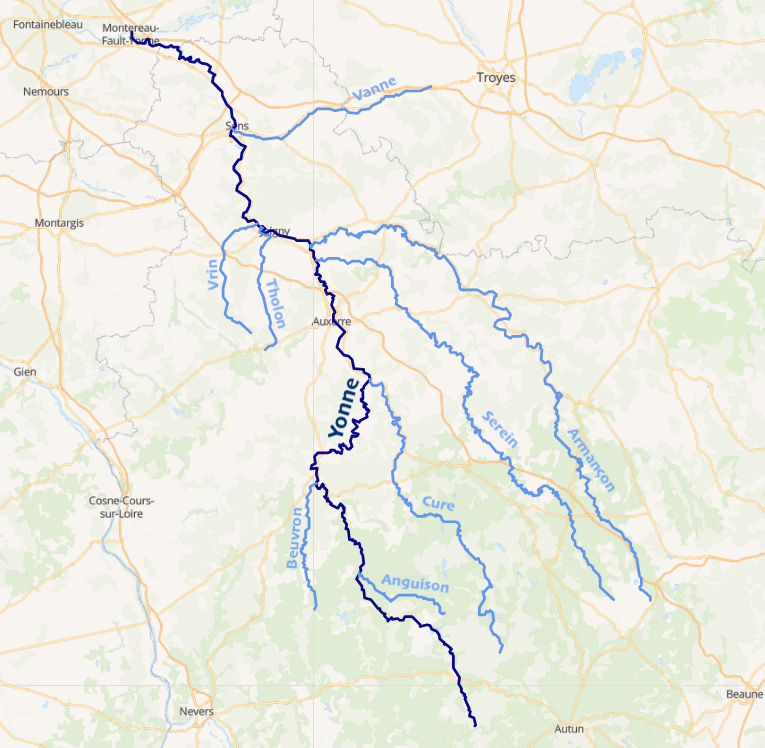
Cours de l'Yonne et de ses affluents de plus de 30 km.

Les rivières de l'Auxois sont collectées dans le bassin versant de la Seine, par l'Yonne qu'elles rejoignent sur la rive droite. Les principales sont :
- l'Armançon
  - la Brenne
  - l'Armance
  - l'Ozerain
- le Serein

L'Arnétois, au sud de l'Auxois, appartient en revanche au bassin de la Loire, dans lequel coule l'Arroux.

## Légendes de l'Auxois
L'agneau d'Or : entre les châteaux forts de Châteauneuf, Châtellenot et Commarin, existeraient des souterrains au milieu desquels serait disposé un "agneau d'or", important trésor templier (?).

## Sources
Marie-Nicolas Bouillet  et Alexis Chassang (dir.), « Auxois (région) » dans Dictionnaire universel d’histoire et de géographie, 1878 (lire sur Wikisource)